# Se me olvidó otra vez
Se me olvidó otra vez (span. für Ich habe es wieder vergessen) ist ein Lied des mexikanischen Singer-Songwriters Juan Gabriel, das erstmals 1974 auf seinem in Zusammenarbeit mit der legendären Mariachi-Band Mariachi Vargas de Tecalitlán erschienenen Album Juan Gabriel con El Mariachi Vargas de Tecalitlán veröffentlicht wurde.

## Inhalt
Das Lied erzählt von einem Menschen, der von seinem Partner verlassen wurde. In der Hoffnung, dass dieser eines Tages zu ihm zurückkehren werde, bleibt der Protagonist an jenem Ort, an dem die beiden Partner einst zusammen waren: Por eso aun estoy en el lugar de siempre. En la misma ciudad y con la misma gente. (Deshalb bin ich noch immer am selben Ort. In derselben Stadt und mit denselben Leuten.). Doch je länger der Protagonist sich in seinen Träumen verliert und auf das Wiederaufleben der Beziehung hofft, desto klarer wird ihm schließlich doch, dass er sich in ein hoffnungsloses Unterfangen verrennt: Se me olvidaba que ya habiamos terminado. Que nunca volveras, que nunca me quisiste. Se me olvidó otra vez, que solo yo te quise. (Ich habe es vergessen, dass wir schon getrennt sind. Dass du nie zurückkommen wirst, dass du mich nie geliebt hast. Ich habe es wieder vergessen, dass nur ich dich liebe.).

## Coverversionen
Das Lied wurde von zahlreichen Künstlern gecovert; so 1975 von Yolanda del Río und 1976 von Olga Guillot auf ihrem jeweils gleichnamigen Album und 1978 von Vicente Fernández.
Weitere Coverversionen existieren unter anderem von Pepe Aguilar, Lola Beltrán, Plácido Domingo, Rocío Dúrcal, Julio Iglesias und Chavela Vargas.
Die erfolgreichste Coverversion war jedoch die 1999 erfolgte Aufnahme der mexikanischen Band Maná, die im Jahr darauf mit dem Latin Grammy ausgezeichnet wurde.